# Ken Rosewall
Kenneth Robert »Ken« Rosewall, avstralski tenisač, * 2. november 1934, Sydney, Avstralija.
Ken Rosewall je nekdanja številka ena na moški teniški lestvici in zmagovalec osmih posamičnih turnirjev za Grand Slam, še osemkrat pa se je uvrstil v finale. Štirikrat je osvojil Odprto prvenstvo Avstralije, v letih 1953, 1955 in 1971, 1972, ter po dvakrat Odprto prvenstvo Francije, v letih 1953 in 1968, in Odprto prvenstvo ZDA, v letih 1956 in 1970. Turnirja za Odprto prvenstvo Anglije mu ni uspelo osvojiti, čeprav je zaigral v finalu v letih 1954, 1956, 1970 in 1974. V finalih Grand Slamov se je štirikrat pomeril z rojakom Lewom Hoadom, proti katerem je dosegel po dve zmagi in poraza. Leta 1990 je bil sprejet v Mednarodni teniški hram slavnih.

## Finali Grand Slamov (16)

### Zmage (8)
| Leto | Turnir                       | Nasprotnik v finalu | Rezultat finala    |
| 1953 | Prvenstvo Avstralije         | Mervyn Rose         | 6–0, 6–3, 6–4      |
| 1953 | Amatersko prvenstvo Francije | Vic Seixas          | 6–3, 6–4, 1–6, 6–2 |
| 1955 | Prvenstvo Avstralije         | Lew Hoad            | 9–7, 6–4, 6–4      |
| 1956 | Nacionalno prvenstvo ZDA     | Lew Hoad            | 4–6, 6–2, 6–3, 6–3 |
| 1968 | Odprto prvenstvo Francije    | Rod Laver           | 6–3, 6–1, 2–6, 6–2 |
| 1970 | Odprto prvenstvo ZDA         | Tony Roche          | 2–6, 6–4, 7–6, 6–3 |
| 1971 | Odprto prvenstvo Avstralije  | Arthur Ashe         | 6–1, 7–5, 6–3      |
| 1972 | Odprto prvenstvo Avstralije  | Malcolm Anderson    | 7–6, 6–3, 7–5      |

### Porazi (8)
| Leto | Turnir                    | Nasprotnik v finalu | Rezultat finala         |
| 1954 | Prvenstvo Anglije         | Jaroslav Drobný     | 13–11, 4–6, 6–2, 9–7    |
| 1955 | Nacionalno prvenstvo ZDA  | Tony Trabert        | 9–7, 6–3, 6–3           |
| 1956 | Prvenstvo Avstralije      | Lew Hoad            | 6–4, 3–6, 6–4, 7–5      |
| 1956 | Prvenstvo Anglije         | Lew Hoad            | 6–2, 4–6, 7–5, 6–4      |
| 1969 | Odprto prvenstvo Francije | Rod Laver           | 6–4, 6–3, 6–4           |
| 1970 | Odprto prvenstvo Anglije  | John Newcombe       | 5–7, 6–3, 6–2, 3–6, 6–1 |
| 1974 | Odprto prvenstvo Anglije  | Jimmy Connors       | 6–1, 6–1, 6–4           |
| 1974 | Odprto prvenstvo ZDA      | Jimmy Connors       | 6–1, 6–0, 6–1           |